# Zarečnyj (Oblast' di Sverdlovsk)
Zarečnyj è una città della Russia siberiana estremo occidentale (Oblast' di Sverdlovsk), situata sul fiume Pyšma, ad est del capoluogo Ekaterinburg; dal punto di vista amministrativo, dipende direttamente dalla oblast'.

## Società

### Evoluzione demografica
Fonte: mojgorod.ru
- 1979: 16.600
- 1989: 27.700
- 1998: 29.800
- 2007: 27.500